# Padaliste (Gosztivar)
Padaliste (macedónul: Падалиште, albánul Patalishti) település Észak-Macedóniában, a Pologi körzet Gosztivari járásában.

## Népesség
| Lakosok száma | 774  | 861  | 881  | 1008 | 967  |      | 958  | 721  | 287  |
|               | 1948 | 1953 | 1961 | 1971 | 1981 | 1991 | 1994 | 2002 | 2021 |

2002-ben lakatlan település.